# Abasie
Bei der Abasie (griechisch) handelt es sich um das Unvermögen zu gehen. Die Fortbewegung erfolgt durch trippelnde oder schlenkernde Bewegungen mit Fallneigung nach hinten.
Die Abasie kann als psychisch bedingte Gangstörung auftreten sowie durch Erkrankungen des extrapyramidalen Systems (z. B. Chorea Huntington, Wilson-Krankheit) und des Kleinhirns (Ataxie) oder Stirnhirns (Gangapraxie) verursacht werden. Bei gleichzeitigem Unvermögen zu stehen sprach man früher von Abasie-Astasie.